# 仰望U8
仰望U8是比亞迪旗下品牌仰望汽車推出的一款豪华全尺寸插電式混合動力車，它也是一款运动型多用途车。仰望U8也是仰望汽車的第一款车型，于2023年1月在广州国际汽车展览会上亮相。同年4月18日在中国销售。  2023年夏季登陸俄罗斯。仰望U8尊享版一度是價格最貴的中國國产电动汽车。 
此车的最大亮点是可以原地掉头。